# Waschhaus Saint-Laurent (Laval-en-Brie)

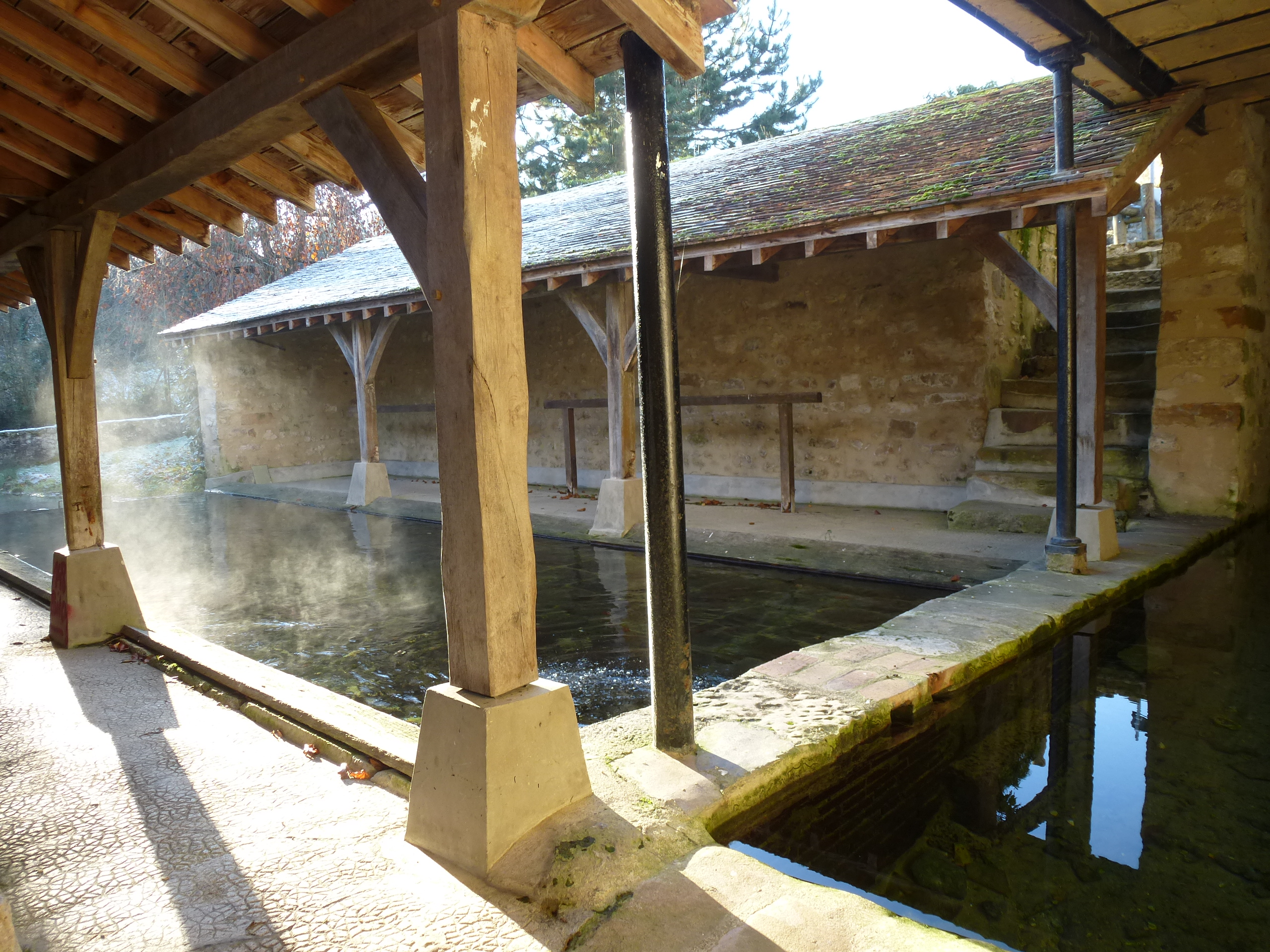
Waschhaus in Laval-en-Brie

Das Waschhaus Saint-Laurent (französisch lavoir für Waschhaus) in Laval-en-Brie, einer französischen Gemeinde im Département Seine-et-Marne in der Region Île-de-France, wurde im 19. Jahrhundert errichtet.
Das öffentliche Waschhaus aus Bruchsteinmauerwerk besitzt zwei Pultdächer, die auf Holzsäulen ruhen. Das Wasserbecken wird von einer Quelle gespeist.